# آمنحتپ سوم

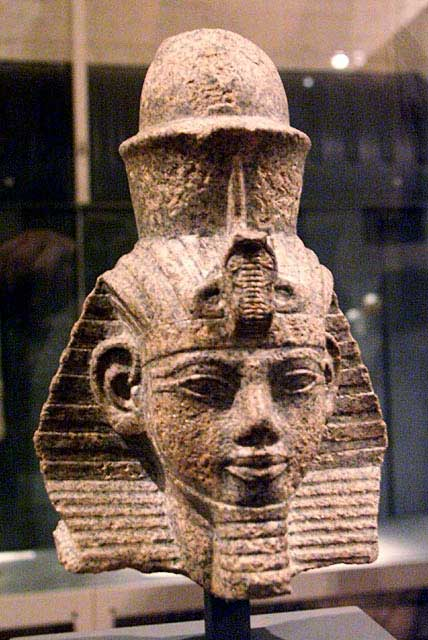
آمنحُتِپ سوم؛ موزه مصری برلین

آمنحُتِپ سوم (پادشاهی ۱۳۸۸–۱۳۵۱ پیش از میلاد) فرعون مصر باستان بود. وی پس از مرگ پدرش، تحوتموس چهارم به جای او بر تخت نشست.
برپایه دانسته‌ها او از شهبانوی سوگلیش تیه دو پسر داشت که یکی از آنان با نام آخناتون پس از پدر بر تخت نشست. وی روی هم سه پسر داشته که یکی دیگر از پسرانش اسمنخ‌کارع رازآمیز است که پس از آخناتون به پادشاهی رسید. وی همچنین در سال دهم پادشاهی‌اش با گیلوخیپا دختر شوت‌تارنای دوم پادشاه میتانی پیمان زناشویی بست.
تاکنون ۲۵۰ تندیس از آمنهوتپ سوم به دست آمده‌است. این تندیسها سراسر زندگی آمنحُتِپ را پوشش می‌دهند. او میان شش‌سالگی تا دوازده‌سالگی به پادشاهی رسیده‌است و سالهای فرمانروایی او همراه با آشتی، کامیابی و شکوه مهرازی (معماری) بوده‌است. در آینده از روزگار او به عنوان زمانی که مصر به شکوفایی معماری و نیرومندی در پیوندهای فرامیهنی دست یافته بود نام بردند. در ۱۸۸۷ میلادی در بایگانی عمارنه سندهایی از پیوندهای دیپلماتیک میان مصر و آشور، میتانی، بابل و خاتوشا یافت شد.